# Duz
Duz (arab. دوز, fr. Douz) – miasto w centralnej Tunezji, w gubernatorstwie Kibili, znane jako Brama Sahary lub Wrota Sahary. W 2014 roku zamieszkiwało je około 30 tysięcy osób.

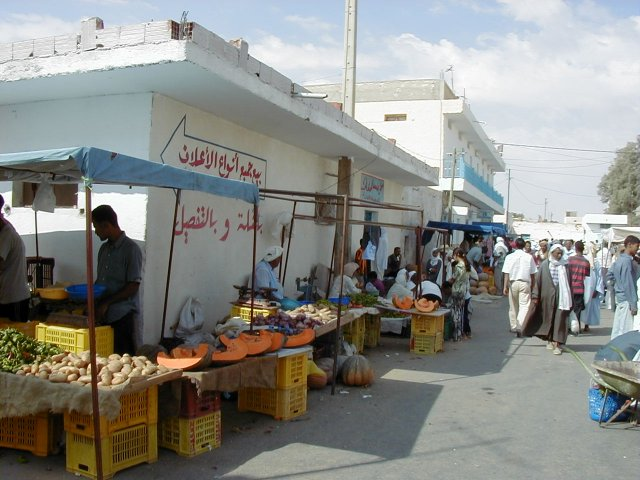
Targ

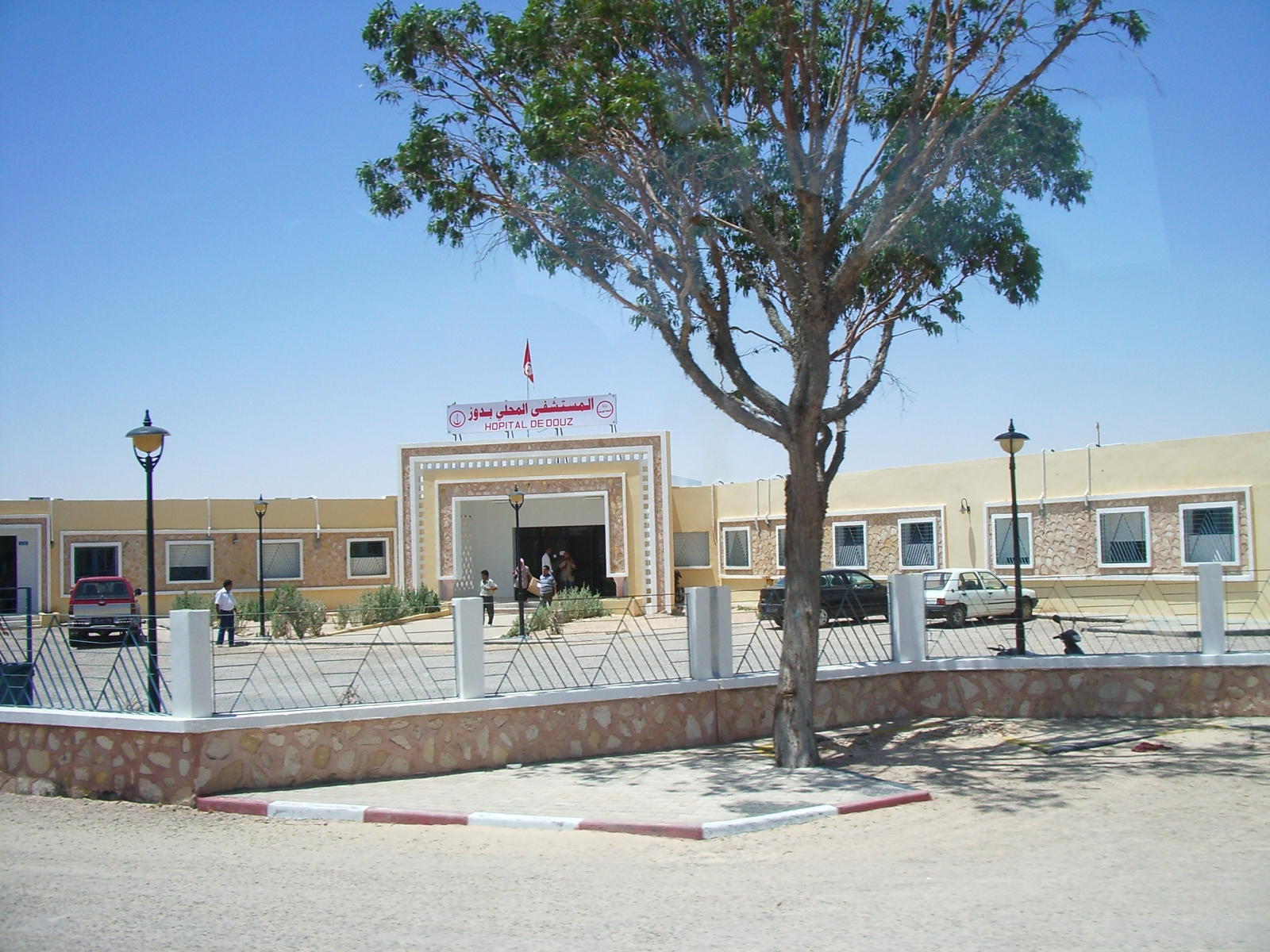
Szpital miejski

W dawnych czasach Duz był ważnym miejscem postoju na transsaharyjskim szlaku karawanowym. Obecnie jest ośrodkiem turystycznym. Turyści mogą wjechać tu na pustynię na wielbłądzie, motocyklami lub pojazdem z napędem na cztery koła. Duz to oaza z gajami palmowymi. Palmeraie zajmuje bardzo dużą powierzchnię i jest największy ze wszystkich w Tunezji. Rośnie tu blisko 500 tys. drzew, a każdego roku zbiera się ogromną ilość różnych owoców i warzyw, m.in. bardzo ceniony gatunek daktyli. 
Corocznie odbywa się Międzynarodowy Festiwal Sahary, składający się z czterech dni obchodów tradycyjnej kultury pustyni. Festiwal odbywa się zazwyczaj w listopadzie lub grudniu, składa się z muzyki ludowej i tańców, odczytów poezji, wyścigów wielbłądów i koni wyścigowych. Ludność miejscowa z plemienia Marazig kultywuje tradycje, zajmuje się wypasem owiec i kóz, hodowlą wielbłądów i chartów saharyjskich.
W Duz znajduje się Muzeum Sahary, w którym można zobaczyć tradycyjne pokazy koczowniczej kultury pustynnej ludów Marazig, którzy współcześnie – po otrzymaniu prawa osiedleńczego – mieszkają w tym mieście. Oprócz dużego zbioru strojów regionalnych i makiety beduińskiego namiotu, w tym niewielkim muzeum folklorystycznym utworzono dział objaśniający znaczenie tatuaży miejscowych kobiet. Ciekawe ekspozycje znajdą również osoby zainteresowane pustynną florą i hodowlą wielbłądów.